# Niobé

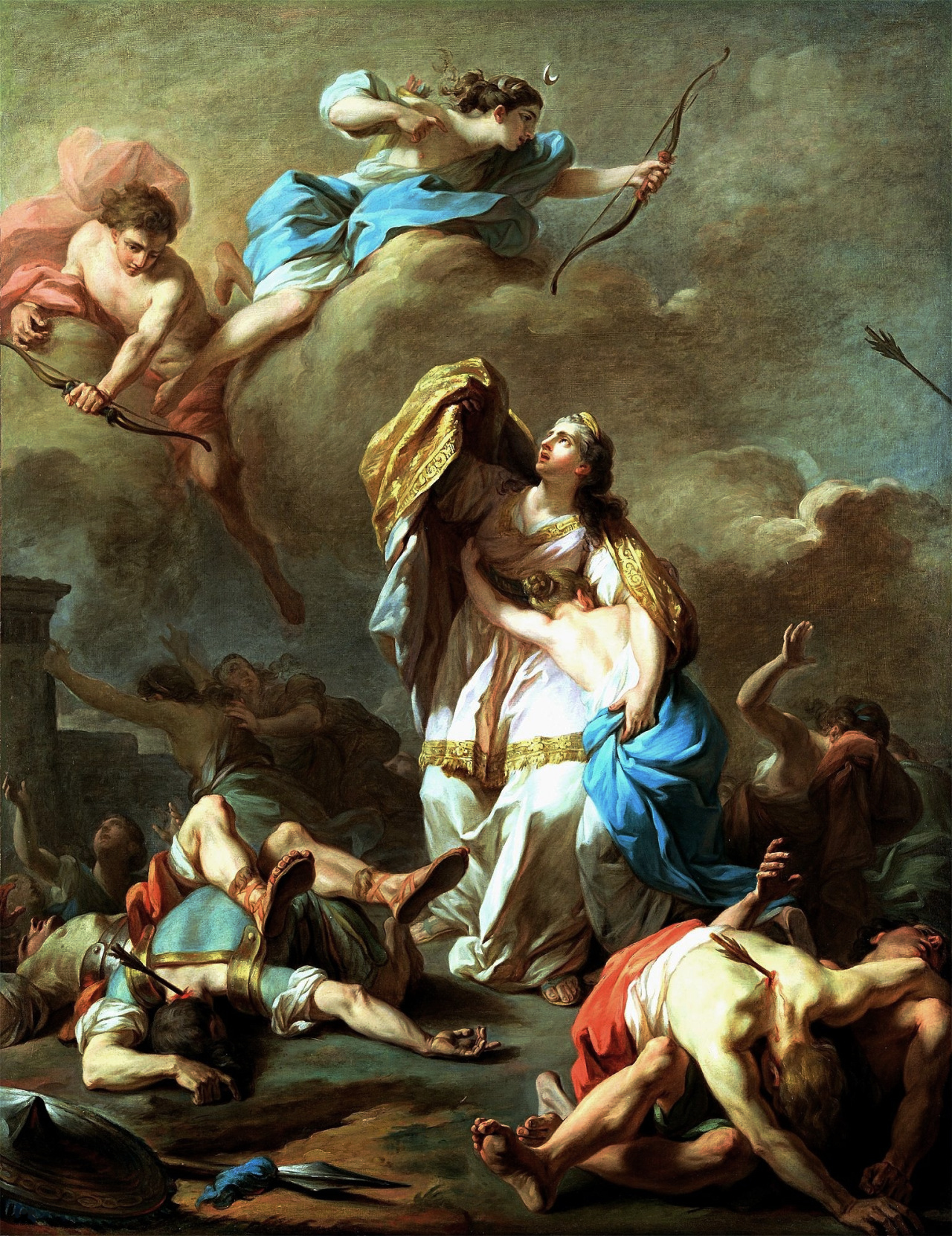
Apollón és Artemisz megölik Niobé gyermekeit, P.C.Jombert festménye, 1772

Niobé thébai királyné a görög mitológiában, Tantalosz és Dióné lánya. Férjének, Amphiónnak tizennégy gyermeket szült, hét fiút és hét leányt. Egyszer Létó elé helyezte magát, mivel Létónak csak két gyermeke született. Létó ezt elpanaszolta gyermekeinek, Apollónnak és Artemisznek, akik lenyilazták Niobé gyermekeit. (A monda egyes változatai szerint a legkisebb lány életben maradt.)
Niobé fájdalmában kővé vált, de még utána is könnyezett. A gyermekek holtteste tíz napig temetetlenül hevert, majd az istenek temették el őket.

## A művészetben
- Szophoklész: Niobé (tragédia)
- Niobé-csoport – több ókori szoborcsoport neve
- Patkó Károly: Niobé (olajfestmény)

## Egyetemes kultúrában
- Nióbium kémiai elem neve innen származik
- 71 Niobe aszteroida névadója
- Mátrix – Újratöltve és Mátrix – Forradalmak filmek egyik szereplőjének neve